# Haus of Gaga
Haus of Gaga est le collectif d’artistes et de créateurs qui entourent Lady Gaga inspiré de la Factory d’Andy Warhol. Depuis 2008, ce collectif s’occupe essentiellement de son image, de son look quotidien aux tenues de scène en passant même par ses coiffures et son maquillage. L’équipe créative réalise ainsi la quasi-totalité des tenues de la chanteuse, aussi bien pour ses performances scéniques que pour ses apparitions publiques. Le collectif travaille également sur de nombreux projets pour elle. Les membres de Haus of Gaga se chargent notamment de concevoir différents éléments de décor, à la fois pour les prestations scéniques de la chanteuse mais également pour ses clips musicaux.

## Concept
En 2009, lors d’une interview en Allemagne, Lady Gaga a déclaré qu’elle avait inventé le nom « Haus of Gaga » en référence à son amour pour le « Bauhaus », l’institut allemand des arts et des métiers fondé par Walter Gropius. Il y a également un jeu sur le mot « House » fréquemment utilisé par les grandes maisons de mode. Cependant, il ne faut pas confondre le collectif baptisé « Haus of Gaga » avec « House of Gaga publishing », la maison d’édition de Lady Gaga dirigée par son père, Joseph Germanotta .
Même si le collectif Haus of Gaga a été créé pour aider Lady Gaga à réaliser ses idées, la chanteuse leur  demande de ne pas gâcher leur talent. Au contraire, elle les encourage à laisser leur créativité s’exprimer. « Ils ne font rien d’autre que vivre et respirer leur art », résume-t-elle sur le blog de Perez Hilton. À ce jour, une seule création a été apparue officielle : « Volantis », une robe volante conçue sur mesure pour la star internationale, qui a été médiatisée lors de la artRave à New-York. Comme l’explique Lady Gaga, il s’agit avant tout d’un collectif d’artistes, « ce n’est pas une marchandise ! Ce n’est pas fait pour être vendu ! »
En 2019, le musée Haus of Gaga ouvre ses portes dans le MGM Resorts International de Las Vegas, là où se déroule également le concert saisonnier de la star américaine.

## Les membres du collectif
Lady Gaga est souvent considérée comme l'une des personnalités les plus mystérieuses de sa génération. Il en est de même pour Haus of Gaga, l’une des équipes de création les plus secrètes de l’industrie musicale. Même s’ils conçoivent la quasi-totalité des tenues de la chanteuse, peu d’informations à leur sujet ont été divulguées à ce jour et la plupart des membres du collectif ont choisi de rester dans l’ombre de la star. On y retrouve pourtant plusieurs proches collaborateurs de la chanteuse à l’instar de Matthew Williams, aussi appelé Matty Dada, le bras droit de Lady Gaga.
Une première liste de membres avait été publiée en août 2008 dans le livret de The Fame. Quatre noms ont ensuite été ajoutés à cette première liste dès le mois d’octobre de la même année, lors de la sortie américaine de l’album. Même si la liste n’a pas encore été actualisée depuis, on sait que certains membres se sont retirés du collectif à l’instar de Space Cowboy qui se consacre désormais à sa propre carrière. De la même manière et contre toute attente, la collaboration de Lady Gaga et sa chorégraphe et directrice artistique Laurieann Gibson a pris fin en novembre 2011 .
En outre, au fil des ans, de nombreux artistes ont travaillé en collaboration avec Haus of Gaga. C’est le cas notamment du photographe David LaChapelle, du couturier Hedi Slimane ou encore de Nick Knight qui a réalisé la version longue du clip de Born This Way.

## Quelques créations[9]

### Les instruments
- Le piano-licorne : Utilisé par Lady Gaga pour interpréter Hair lors de l’émission Good Morning America à Central Park[10].
- Le piano des petits monstres : Ce piano est composé de deux claviers. Cette création signée Terence Koh a été inaugurée par un duo avec Elton John lors de la cérémonie d’ouverture des Grammy Awards en 2010[11].
- Le piano-escarpin : La chaussure a été créée par Natali Germanotta, la sœur de Lady Gaga. Haus of Gaga y a ensuite intégré un piano[12].
- Le piano Salvador Dalí : ce piano suspendu dans les airs a été créé par Damien Hirst. Lady Gaga a choisi d’utiliser ce piano au « Royale Variety Performance », un spectacle annuel tenu à Blackpool en présence de la reine Élisabeth II[13].
- EMMA : Cet objet est composé de trois instruments, une guitare basse, un piano et un sampler. Il a fait sa première apparition lors des Brit Awards en 2010[14] mais Lady Gaga a continué de s’en servir  pour son Monster Ball Tour.

### Tenues
- La robe vivante (Living Dress) : Conçue par Hussein Chalayan et Adam Wright, cette robe est généralement portée par Lady Gaga au moment de chanter So Happy I Could Die sur scène[15]. Il leur aura fallu plus de six semaines de travail pour terminer cette robe, moins de deux heures avant le début du concert.
- La robe-bulles (Bubble Dress) : Composée de plusieurs bulles en plastique de différentes tailles, cette robe sera rapidement remplacée par une veste. Le concept reste le même mais le vêtement est plus adapté aux changements de costumes lors du spectacle[16].
- Le soutien-gorge explosif : Ce soutien-gorge créé par Matthew Williams fait jaillir des étincelles. Il est apparu pour la première fois aux Much Music Awards en 2009. On le retrouve un an plus tard dans le clip Bad Romance puis à la une du magazine Time[17].
- La robe en viande (Meat Dress) : La fameuse robe en viande de bœuf que la chanteuse portait en 2010 lors des MTV Video Music Awards à Los Angeles est actuellement exposée au National Museum of Women in the Arts à Washington[18].
- La robe origami (the Origami Dress) : C’est l’une des tenues les plus connues de Lady Gaga puisque cette robe a été déclinée en plusieurs versions tout au long de la promotion de Just Dance[19].

### Accessoires
- Le Disco Stick : C’est l’une des premières créations signée Haus of Gaga, un microphone décoré. Le Disco Stick accompagne Lady Gaga depuis le lancement de sa carrière en mars 2008[20]. Pour le Monster Ball Tour, le Disco Stick a été remplacé par le Disco Torch. Il s’agit du même objet mais cette version est plus volumineuse que la précédente.
- Les lunettes cristal : Il s’agit de la toute première création signée Haus of Gaga[21]. On les trouve notamment sur la pochette de l’album The Fame.
- Le chignon nœud : Cette coiffure, née de la collaboration entre Patricia Morales et Lady Gaga, est incontestablement la plus connue de la chanteuse.
- Les lunettes rasoirs : Ces lunettes principalement composées de rasoirs ont été conçues pour le clip de Bad Romance[22]. Un patron[23] permettant de reproduire cet accessoire version papier est disponible sur le site officiel de Lady Gaga[24].
- Le pistolet-rouge à lèvres : Lady Gaga a réalisé elle-même cet accessoire pour son clip Judas[25]. Une photo de ce pistolet avait été postée sur Twitter par Lady Gaga la veille de la première diffusion du clip pour récompenser la fidélité de ses fans.

### Les éléments de décor
- Le vaisseau transparent (the Vessel) : cet œuf transparent a été créé par Hussein Chalayan. Sa création a pris plusieurs mois. Lady Gaga s’en est servi lors de sa prestation aux Grammy Award en 2011[26] et a réapparu lors du Born This Way Ball en 2012.
- La baudroie (the Fame Monster) : quand les premières notes de Paparazzi résonnent sur scène, les yeux jaunes de la baudroie percent l’obscurité[27]. Il s’agit d’une allégorie de la célébrité, ses tentations et ses dangers.

## Médias
Du 1er mai au 22 décembre 2008, 29 articles rédigés par Lady Gaga furent publiés sur le blog hausofgaga pour promouvoir la sortie de son premier album The Fame. La plupart des articles traitaient de détails sur ses vidéos et ses performances et plus particulièrement des vêtements et accessoires créés par Haus of Gaga. Lady Gaga continue d’y poster de temps en temps les photos des nouvelles créations ainsi que quelques croquis.
Depuis 2009, une application Haus of Gaga est disponible gratuitement sur l’App Store. Dans une web série hebdomadaire baptisée  « Transmission Gagavision », Lady Gaga parlait de ses inspirations en matière de mode et des différents travaux réalisés jusque-là par Haus of Gaga. L’application a été nommée par le magazine Billboard comme l’une des cinq meilleures applications d’artistes sur iPhone.
Sur sa chaîne YouTube, Lady Gaga continue de poster régulièrement de courtes vidéos présentant les dernières créations réalisées par Haus of Gaga. Dans une vidéo intitulée An Artpop invention by Haus of Gaga, postée en septembre 2012, la chanteuse y présente une perruque en fibre optique réalisée par Fréderic Aspiras, son coiffeur.

## Anecdote
Lady Gaga partage l’un de ses tatouages avec plusieurs membres du collectif. En effet, plusieurs artistes de Haus of Gaga dont Lady Gaga elle-même se sont fait tatouer l’inscription « Tokyo Love » en août 2009 lors d’un voyage au Japon. Ce tatouage représente la collaboration de l’artiste avec le photographe japonais Nobuyoshi Araki.